# Не зна јуче да је сад
Не зна јуче да је сад је песма коју пева Вики са Халидом Бешлићем. Песма је представљена 2011, а на Јутјуб отпремљена 2012. године. Уврштена је на албум Вики Best Of (2011) као друга песма, те на албум Вики, Даре Бубамаре и Секе Алексић Гранд даме 2 (2019).

## Текст и мелодија
Песма Не зна јуче да је сад је ауторско дело, чији је текст написала Марина Туцаковић.
Музику и аранжман за песму радио је муж Вики Драган Ташковић Ташке, а музику само и Мирко Шенковски Џеронимо.

## Спот
Спот за песму је издао Гранд, а режирала ДМ САТ видео продукција. На Јутјуб је отпремљен 18. априла 2012. на канал продукције ХД Корлеоне, а на канал ДМ-а 1. априла 2019. године.